# Romániai magyar daloskönyvek
Daloskönyv – az orális dalkultúra (többnyire a népdalkultúra) terjesztését szolgáló gyűjtemény. Jelentős szerephez jutott mindig a romániai magyar népművelődésben.

## Története
Elsőnek Legújabb magyar daloskönyv címmel Nemes Elemér összeállításában négy füzet jelent meg 1927-28-ban Kolozsvárt, népszerű operák, operettek kedvelt áriáinak, népies műdaloknak, slágereknek a szövegével. Értéküket csökkenti a dallam mellőzése, valamint az operettrészletek, slágerek túlsúlya. 1931-ben Balázs Ferenc, Szent-Iványi Sándor és Mikó Imre bocsátott közre magyar népdalokat és más népek dalait, tréfás és diákdalokat, unitárius egyházi énekeket tartalmazó Ifjúsági daloskönyvet Kolozsvárt. Később rendkívül népszerűvé vált és számos kiadást ért meg az Ifjú Erdély kiadásában Kolozsvárt 1936-ban megjelent A mi dalaink c. kottás dalgyűjtemény: az 1. kiadás 70 népdalával szemben az 1942-es 7. kiadás már 230 népdalt tartalmazott, s az eredeti 2000-es példányszám a 6. kiadás esetében 1941-ben már elérte a 19 000-et. Összesen nyolc kiadása jelent meg, az első hatot Bereczky Sándor, az utolsó kettőt (1941, 1943) Szőllősy András zeneszerző szerkesztette; ez a daloskönyv a konzervatív műdalkultúrával szemben véglegesen győzelemre vitte a kodályi népdalkultúra ügyét. 1944-ben Czilling Antal és Szabó Géza Daloljunk címmel bocsátott ki Temesvárt műfajonként csoportosított magyar népdalokat. Az utolsó csoport igényesen válogatott kétszólamú feldolgozásokkal járult hozzá az énekkarok munkájának megkönnyítéséhez.
A második világháború után az Ifjúsági Könyvkiadó jelentkezett az első dalfüzetekkel. Előbb Daloljatok ifjú munkások (1948), majd Dalosfüzet (1949) címmel adott közre munkásmozgalmi énekeket és magyar népdalokat. A Repülj madár, repülj... (1955) Imets Dénes gyűjtéséből közöl 95 csíkmenasági népdalt és balladát. 1956-ban Szegő Júlia jelentette meg Bukarestben Daloljunk c. kötetét módszertani utasításokkal. A zenei anyagot nehézségi sorrend szerint állítva össze, magyar és rokon népek dalaiból, Kodály- és Bartók-gyűjtésekből válogatott, s az anyagot kánonokkal, kétszólamú énekekkel, nagy zeneszerzők műveiből vett szemelvényekkel egészítette ki.
A dalkultúra fellendítéséhez járult hozzá az, hogy a marosvásárhelyi Népi Alkotások Háza közreadott egy Cîntece – Dalos zsebkönyv c. kétnyelvű füzetet, melyben több szerző hazafias dalai s újkeletű népdalok kaptak helyet. Ugyancsak itt láttak napvilágot 1970 óta a zenei középiskolások Bandi Dezső kezdeményezésére indított népdalgyűjtésének egy-egy község dalkultúráját bemutató leporello-füzetei: a nyárádköszvényesi Tiszta búzából, a backamadarasi Szerelem, szerelem, a magyarói A falu nótája, a mezőcsávási A csávási nagy hegy alatt c. gyűjtemények. E kiadványokon kívül számos más daloskönyvet is megjelentettek a népi alkotás és művészeti mozgalom irányításának megyei szervei egy-egy helység, vidék vagy megye népdalaiból. Ezek csak ritkán kerülnek országos könyvárusi forgalomba, nem egyet közülük észre sem vett a szakkritika, összesítő felmérés még nem készült róluk. Többnyire műkedvelő gyűjtők – főleg zenetanárok – munkái, ritkábban hivatásos népzenekutatóké, s tudományos színvonaluk egyenlőtlen. Jobb esetben nemcsak a szélesebb körű népdalkultúrának, hanem a népzenetudománynak is hasznos eszközei.
Kiemelkedik közülük Almási István és Iosif Herțea 245 népi táncdallam c. háromnyelvű kötete (Marosvásárhely, 1970), melynek 114 magyar dallama közül 68 szöveges népdal; a Művelődés ugyancsak vidéki gyűjtésű Vadrózsák sorozatában közölt magyar népdalokból Dalosfüzet (1971) állott össze. Apácai Bölöni Sándor és Gulácsi Zoltán Búza, búza, de szép tábla búza c. Arad környéki gyűjtését (Arad 1978) s Bura László-Fejér Kálmán-Petkes József Szatmár vidéki néphagyományok c. kötetének (Szatmár 1979) népdalközlését ugyancsak ki kell emelnünk a vidéki keretből.
A Kriterion kiadásában tömegpéldányszámban megjelent Tavaszi szél vizet áraszt c. gyűjtemény (Almási István összeállításában, 1972), valamint az Erdő mélyén, esti csöndben (László Bakk Anikó kánongyűjteménye, 1974) már az új körülmények közt vállalkozott az egykori A mi dalaink szerepének betöltésére; a Romániai magyar népdalok c. kötet (1974) pedig Jagamas János zenei és Faragó József szöveggondozásában a maga 350 népdalával a romániai magyar népdalkincs reprezentatív gyűjteményeként jelent meg.